# 佩爾科維奇
51°4′58″N 24°40′15″E / 51.08278°N 24.67083°E
佩爾科維奇（烏克蘭語：Перковичі），是烏克蘭的村落，位於該國西部沃倫州，由科韋利區負責管轄，始建於1545年，面積0.14平方公里，海拔高度184米，2001年人口202，人口密度每平方公里1,496.3人。